# Campionati europei di bob 2016
I Campionati europei di bob 2016, cinquantesima edizione della manifestazione organizzata dalla Federazione Internazionale di Bob e Skeleton, si sono disputati il 6 e il 7 febbraio 2016 a Sankt Moritz, in Svizzera, sulla pista Olympia Bobrun St. Moritz–Celerina, il tracciato naturale sul quale si svolsero le competizioni del bob (e dello skeleton) ai Giochi di Sankt Moritz 1928 e di Sankt Moritz 1948 e le rassegne continentali del 1968, del 1972, del 1976, del 1980, del 1985, del 1993, del 1996, del 2004, del 2006 e del 2009. La località elvetica ha quindi ospitato le competizioni europee per l'undicesima volta nel bob a due uomini e nel bob a quattro e per la terza nel bob a due donne. Anche questa edizione si è svolta con la modalità della "gara nella gara", contestualmente alla settima e penultima tappa della Coppa del Mondo 2015/2016 e ai campionati europei di skeleton 2016.
Il 16 gennaio 2019 la IBSF confermò le sanzioni inflitte ad Aleksandr Kas'janov, Il'vir Chuzin, Aleksej Puškarëv e Maksim Belugin in seguito alla vicenda doping emersa dopo le olimpiadi di Soči 2014, sospendendo Kas'janov, Chuzin e Puškarëv sino al 12 dicembre 2020, e Belugin sino all'8 giugno 2019, escludendoli da tutti i risultati ufficiali ottenuti dal 14 febbraio 2014 sino a quelle date, pertanto essi sono stati squalificati da tutti gli eventi a cui hanno preso parte in questa rassegna continentale.

## Risultati

### Bob a due uomini
La gara è stata disputata il 6 febbraio 2016 nell'arco di due manches ed hanno preso parte alla competizione 23 compagini in rappresentanza di 13 differenti nazioni.
| Pos. | Atleti                              | Nazione  | Tempo   | Distacco |
| ---- | ----------------------------------- | -------- | ------- | -------- |
|      | Beat Hefti Alex Baumann             | Svizzera | 2:12.60 |          |
|      | Nico Walther Christian Poser        | Germania | 2:12.80 | +0.20    |
|      | Maximilian Arndt Kevin Kuske        | Germania | 2:12.88 | +0.28    |
| 4    | Maksim Andrianov Il'ja Malych       | Russia   | 2:13.05 | +0.45    |
| 5    | Uģis Žaļims Intars Dambis           | Lettonia | 2:13.16 | +0.56    |
| 6    | Francesco Friedrich Thorsten Margis | Germania | 2:13.28 | +0.68    |
| 6    | Oskars Melbārdis Daumants Dreiškens | Lettonia | 2:13.28 | +0.68    |
| 8    | Oskars Ķibermanis Matīss Miknis     | Lettonia | 2:13.31 | +0.71    |
| 9    | Benjamin Maier Markus Sammer        | Austria  | 2:13.77 | +1.17    |
| 10   | Simone Bertazzo Simone Fontana      | Italia   | 2:13.80 | +1.20    |

### Bob a quattro
La gara è stata disputata il 7 febbraio 2016 nell'arco di due manches ed hanno preso parte alla competizione 22 compagini in rappresentanza di 12 differenti nazioni.
| Pos. | Atleti                                                           | Nazione   | Tempo   | Distacco |
| ---- | ---------------------------------------------------------------- | --------- | ------- | -------- |
|      | Maximilian Arndt Kevin Korona Martin Putze Ben Heber             | Germania  | 2:11.88 |          |
|      | Benjamin Maier Marco Rangl Markus Sammer Dănuț Ion Moldovan      | Austria   | 2:12.06 | +0.18    |
|      | Oskars Melbārdis Daumants Dreiškens Arvis Vilkaste Jānis Strenga | Lettonia  | 2:12.15 | +0.27    |
| 4    | Francesco Friedrich Candy Bauer Gregor Bermbach Thorsten Margis  | Germania  | 2:12.24 | +0.36    |
| 5    | Nico Walther Marko Hübenbecker Christian Poser Eric Franke       | Germania  | 2:12.32 | +0.44    |
| 6    | Oskars Ķibermanis Jānis Jansons Matīss Miknis Vairis Leiboms     | Lettonia  | 2:12.37 | +0.49    |
| 7    | Rico Peter Simon Friedli Thomas Amrhein Fabio Badraun            | Svizzera  | 2:12.67 | +0.79    |
| 8    | Jan Vrba Dominik Suchý Jan Stokláska Jakub Nosek                 | Rep. Ceca | 2:12.75 | +0.87    |
| 9    | Simone Bertazzo Simone Fontana Costantino Ughi Francesco Costa   | Italia    | 2:12.77 | +0.89    |
| 10   | Nikita Zacharov Jurij Selichov Pëtr Moiseev Kirill Antjuch       | Russia    | 2:12.87 | +0.99    |

### Bob a due donne
La gara è stata disputata il 6 febbraio 2016 nell'arco di due manches ed hanno preso parte alla competizione 11 compagini in rappresentanza di 6 differenti nazioni.
| Pos. | Atlete                                  | Nazione     | Tempo   | Distacco |
| ---- | --------------------------------------- | ----------- | ------- | -------- |
|      | Anja Schneiderheinze Annika Drazek      | Germania    | 2:16.91 |          |
|      | Elfje Willemsen Sophie Vercruyssen      | Belgio      | 2:17.39 | +0.48    |
|      | Stephanie Schneider Lisa-Marie Buckwitz | Germania    | 2:17.68 | +0.77    |
| 4    | Christina Hengster Sanne Dekker         | Austria     | 2:17.70 | +0.79    |
| 5    | Aleksandra Rodionova Julija Šokšueva    | Russia      | 2:17.89 | +0.98    |
| 6    | Mariama Jamanka Franziska Bertels       | Germania    | 2:18.57 | +1.66    |
| 7    | Katrin Beierl Victoria Hahn             | Austria     | 2:19.02 | +2.11    |
| 7    | Mica McNeill Natalie Deratt             | Regno Unito | 2:19.02 | +2.11    |
| 9    | Maria Adela Constantin Andreea Grecu    | Romania     | 2:19.20 | +2.29    |
| 10   | An Vannieuwenhuyse Nel Paulissen        | Belgio      | 2:20.06 | +3.15    |

## Medagliere
| Posizione | Paese    | Oro | Argento | Bronzo | Totale |
| --------- | -------- | --- | ------- | ------ | ------ |
| 1         | Germania | 2   | 1       | 2      | 5      |
| 2         | Svizzera | 1   | 0       | 0      | 1      |
| 3         | Austria  | 0   | 1       | 0      | 1      |
| 3         | Belgio   | 0   | 1       | 0      | 1      |
| 5         | Lettonia | 0   | 0       | 1      | 1      |
| Totale    | Totale   | 3   | 3       | 3      | 9      |